# Achilus cixioides
Achilus cixioides är en insektsart som beskrevs av Maximilian Spinola 1852. Achilus cixioides ingår i släktet Achilus och familjen vedstritar.
Artens utbredningsområde är Portugal. Inga underarter finns listade i Catalogue of Life.